# Чангџоу
Чангџоу (常州) град је Кини у покрајини Ђангсу. Према процени из 2009. у граду је живело 984.090 становника.

## Становништво
Према процени, у граду је 2009. живело 984.090 становника.
| 1990.   | 2000.   | 2009.   |
| ------- | ------- | ------- |
| 729.893 | 876.937 | 984.090 |